# مابل
مابل (بالإسبانية: Mabel)‏ هي مغنية وكاتبة غنائية إسبانية، ولدت في 20 فبراير 1996 في مالقة في إسبانيا.

## وصلات خارجية
- الموقع الرسمي
- مابل على موقع ميوزك برينز (الإنجليزية)
- مابل على موقع أول ميوزيك (الإنجليزية)
- مابل على موقع ديسكوغز (الإنجليزية)
- مابل على موقع ديسكوغز (الإنجليزية)